# Боково-Хрустальне
Бо́ково-Хруста́льне (до 2016 року — Вахрушеве) — місто в Україні, в Хрустальненській міській громаді Ровеньківського району Луганської області. Було назване на честь Вахрушева Василя Васильовича. Розташоване за 12 км від залізничної станції Красний Луч.
Утворене 1954 року на основі робітничих селищ, що виникли навколо шахт 12біс, 7/8, 13біс, 5/7, «Янівська», с-ще Шахти N12-13 засноване у 1914 р., смт Шахти N5-біс засноване у 1930 р.

## Населення

### Національний склад
Розподіл населення за національністю за даними перепису 2001 року:
| Національність  | Відсоток |
| --------------- | -------- |
| українці        | 52.30%   |
| росіяни         | 40.69%   |
| білоруси        | 1.39%    |
| татари          | 0.37%    |
| вірмени         | 0.26%    |
| молдовани       | 0.23%    |
| поляки          | 0.18%    |
| сакартвельці    | 0.12%    |
| інші/не вказали | 4.46%    |

### Мова
Розподіл населення за рідною мовою за даними перепису 2001 року:
| Мова            | Кількість | Відсоток |
| --------------- | --------- | -------- |
| російська       | 12200     | 82.60%   |
| українська      | 1945      | 13.17%   |
| білоруська      | 19        | 0.13%    |
| румунська       | 9         | 0.06%    |
| вірменська      | 5         | 0.03%    |
| болгарська      | 1         | 0.01%    |
| інші/не вказали | 591       | 4.00%    |
| Усього          | 14770     | 100%     |

## Промисловість
Видобування кам'яного вугілля, гірничо-збагачувальний комбінат, ремонтно-механічний завод.

## Відомі люди
- Ткаченко Олександр Кузьмич (нар.1917 — † 1980) — Герой Радянського Союзу.